# بحيرة روكوا
بحيرة روكوا هي بحيرة داخلية تقع في وادي روكوا [الإنجليزية] في إقليم روكوا [الإنجليزية] وإقليم سونجوي وإقليم كاتافي في جنوب غرب تنزانيا. البحيرة هي ثالث أكبر مسطح مائي داخلي في البلاد.

## جغرافية
تقع بحيرة روكوا القلوية في منتصف الطريق بين بحيرة تنجانيقا وبحيرة ملاوي على ارتفاع حوالي 800 متر (2,600 قدم) ، في فرع موازٍ لنظام الصدع. يقع ما يقرب من نصف البحيرة في محمية أوواندا للحياة البرية [الإنجليزية].

## اكتشاف الهيليوم
في عام 2016، اكتشف ما يقدر بنحو 1.53 مليار متر مكعب (54.2 مليار قدم مكعب قياسي) من حجم غاز الهليوم في بحيرة روكوا بقيمة 3.5 مليار دولار.